# Трункелсберг
Трункелсберг (њем. Trunkelsberg) општина је у њемачкој савезној држави Баварска. Једно је од 52 општинска средишта округа Унтералгој. Према процјени из 2010. у општини је живјело 1.783 становника. Посједује регионалну шифру (AGS) 9778202.

## Географски и демографски подаци
Трункелсберг се налази у савезној држави Баварска у округу Унтералгој. Општина се налази на надморској висини од 625 метара. Површина општине износи 1,9 km². У самом мјесту је, према процјени из 2010. године, живјело 1.783 становника. Просјечна густина становништва износи 919 становника/km².